# Еловка (Перемышльский район)
Еловка — деревня в Перемышльском районе Калужской области, в составе муниципального образования Сельское поселение «Деревня Большие Козлы».

## География
Расположена по обеим берегам реки Вырки в пяти километрах от федеральной автотрассы Р-132 «Золотое кольцо», в 30 километрах на северо-запад от районного центра — села Перемышль и в семи километрах на юг от областного центра — города Калуги. Рядом деревня Большие Козлы.

## Население
| 2002 | 2010 |
| ---- | ---- |
| 50   | ↗67  |

## История
В атласе Калужского наместничества, изданного в 1782 году, упоминается и нанесена на карты деревня Еловка Калужского уезда.

… Деревня Еловка Алексея Никитина сына Демидова. На речке Еловке и безымянного ручья…— Описания и алфавиты к Калужскому атласу
В 1858 году деревня (вл.) Еловка 3-го стана Калужского уезда, при речке Вырке, 21 двор — 195 жителей, по правой стороне Одоевского тракта.
В «Списке населённых мест Калужской губернии», изданного в 1914 году, упоминается деревня Еловка Покровской волости Калужского уезда Калужской губернии. В 1913 году население — 336 человек.
В годы Великой Отечественной войны деревня была оккупирована войсками Нацистской Германии с 11 октября по 21 декабря 1941 года. Освобождена в ходе Калужской наступательной операции частями 50-й армии генерал-лейтенанта И. В. Болдина.
С 25 по 31 декабря 1941 года, в Еловке, в жилом доме колхозницы А. М. Мазиной находился командный пункт 50-й армии. 26 декабря командующий армией генерал-лейтенант И. В. Болдин и член Военного Совета армии бригадный комиссар К. Л. Сорокин с оперативной группой штаба прибыли в деревню, откуда лично руководили борьбой за город Калугу — до полного её освобождения.